# تصميم ناشئ
التصميم الناشئ هو عبارة تمت صياغتها من قِبل ديفيد كافالو لوصف إطار نظري لتنفيذ التغيير المنهجي في التعليم وبيئات التعلم. وهذا الأسلوب يفحص كيف تساهم منهجية التصميم في نجاح أو فشل إصلاحات التعليم من خلال الدراسات في تايلاند. ويرتبط ذلك بنظريات التعليم الواقعي والتعليم البنائي. وتمت صياغة مصطلح البنائية من قِبل سيمور بابيرت الذي درس على يديه كافالو. يرى التصميم الناشئ أن أنظمة التعليم لا تستطيع التكيف بشكل فعال مع التغير التكنولوجي ما لم يكن التعليم متأصلاً في المهارات الموجودة واحتياجات الثقافة المحلية.

## التطبيقات
أأبرز التطبيقات غير النظرية لمبادئ التصميم الناشئ يتمثل في كمبيوتر محمول لكل طفل، الذي يمكن العثور على عمل المفهوم الخاص به والذي كتبه أيضًا كافالو مدعومًا في نماذج النمو - نحو التغيير الجوهري في بيئة التعلم.

## التصميم الناشئ في مجال تطوير البرمجيات المرنة
التصميم الناشئ يُعتبر من الموضوعات الثابتة في تطوير البرمجيات المرنة، كنتيجة لتركيز المنهجية على تقديم أجزاء صغيرة من تعليمات البرمجة العاملة ذات القيمة التجارية. مع التصميم الناشئ، تبدأ مؤسسة التطوير في تقديم الأداء الفعال وإتاحة المجال لظهور التصميم. وسوف يأخذ التطوير جزءًا من الأداء الفعال أ وتطبيقه باستخدام أفضل الممارسات وتغطية الاختبار المناسبة ثم الانتقال إلى تقديم الأداء الفعال ب. وما إن يتم إنشاء ب، أو أثناء إنشائه، سوف تبحث المؤسسة القاسم المشترك بين أ و ب وإعادة تحليل عوامل القاسم المشترك، ما يسمح بظهور التصميم. وتستمر هذه العملية ما دامت المؤسسة تقدم الأداء الفعال. وفي نهاية دورة الإصدار المرن، يُترك مع عملية التطوير أصغر مجموعة من التصميم المطلوب، وذلك على عكس التصميم الذي يمكن توقعه مسبقًا. والنتيجة النهائية هي الحصول على قاعدة ترميز أصغر، التي بها بطبيعة الحال مجال أقل للعيوب وانخفاض تكلفة الصيانة.
ونظرًا لأن التصميم الناشئ يعتمد اعتمادًا كبيرًا على إعادة التحليل إلى عوامل، فإن ممارسة التصميم الناشئ بدون مجموعة مناسبة من اختبارات الوحدة تُعتبر ممارسة غير مسؤولة.

## التصميم الناشئ للتغيير الاجتماعي
يتم أيضًا استخدام التصميم الناشئ في حركات التغيير الاجتماعي، مثل مجموعة من المنظمات غير الحكومية الكندية التي تدعو مجموعة من قادة المجتمع المدني للاجتماع لمناقشة كيف يتوسع نطاق عملهم كمًا ونوعًا. يجري تنظيم سلسلة من الفعالية من قِبل معهد كارولد ومؤسسة أشوكا كندا في عام 2013 وحتى 2015. وتتضمن أهداف المشروع حاليًا على سبيل المثال لا الحصر:
•	إشراك القادة البارزين في إعادة تحديد النماذج والأنظمة التي سوف تدعم مجتمعًا مدنيًا نابضًا بالحياة وحيويًا في كندا.
•	تعزيز وتوسيع نطاق تأثير قيادتهم
•	اكتشاف ونشر المعارف الجديدة المتعلقة بتغير النظم والنظم الناشئة
•	مشاركة نماذج التعلم الرئيسية والرؤى والإستراتيجيات المبتكرة ونماذج المشاركة الجديدة فيما بين المشاركين ومع أصحاب المصلحة الرئيسيين والمنظمات الراعية

## التصميم المعماري الناشئ في تطوير منتجات هندسة النظم
لا يشير التصميم الناشئ إلى البرمجيات فحسب وإنما إلى كل أشكال التصميم لأي نوع من النظم، بما في ذلك الهندسة المعمارية للمباني أو النظم الكبيرة التي يتم إنتاجها عن طريق الشبكات الخاصة بالكثير من النظم. والنظم (ونظم النظم) هي ضمنًا نظم ناشئة حيث إنها تتمتع بخصائص لا يمكن اختزالها إلى أجزائها. يوجد أيضًا في عملية تصميم النظم جانب إبداعي وفني لعملية التصميم التي يظهر من خلالها التصميم في إطار عملية التصميم. ويتم استكشاف هذا المعنى الأوسع للتصميم الناشئ المعماري للنظم من قِبل كينت بالمر في أطروحته بعنوان «التصميم الناشئ» (Emergent Design).

## وصلات خارجية
- Models of Growth
- David Cavallo bio page
- David Cavallo MIT Media Lab page
- Emergent design and learning environments: building on indigenous knowledge
- Kent Palmer Emergent Design Dissertation See also